# Norma seksualna
Norma w seksuologii – konstrukt naukowy wyznaczający granice normalnych zachowań seksualnych. Ponieważ nie da się określić ich jednoznacznie, analizuje się każdy przypadek pod kątem szeregu wyznaczników.

## Koncepcje norm
Na współczesne pojęcie normy w seksuologii zasadniczy wpływ wywarły trzy, o różnym pochodzeniu, koncepcje normy:
- Norma jako miara wartości, wymóg etyczny, postulat moralny; jako ustanowiona przez społeczeństwo wzorcowa forma zachowania.
- Norma jako miara przeciętna, najczęstsza, statystyczna.
- Norma w ujęciu psychologiczno-medycznym, jako zachowanie zdrowe, wymagane dla dobrego samopoczucia cielesnego, psychicznego i społecznego. Nienormalne są sposoby zachowań, nastawienia i dążenia niekorzystnie wpływające na wewnętrzną harmonię i samopoczucie człowieka lub jego partnera oraz wywołujące konflikty lub zaburzenia upośledzające ich zdrowie lub funkcjonowanie społeczne[1].

Norma statystyczna w seksuologii to zachowania i praktyki seksualne najbardziej powszechne w danej populacji, których częstość występowania jest zgodna z rozkładem normalnym krzywej dzwonowej Gaussa.
Kliniczna norma seksualna to nie tylko zdolność do reprodukcji oraz brak dysfunkcji seksualnych, lecz wzbogacanie swego rozwoju i swej osobowości w oparciu o elementy hedonistyczne i więziotwórcze, w postaci autentycznej komunikacji i głębokiej więzi emocjonalnej z innym człowiekiem. 
Obejmuje ona trzy kategorie:
- Norma optymalna – zachowania i praktyki seksualne najbardziej pożądane indywidualnie i społecznie, godne propagacji w modelu wychowania (w praktyce oznacza najczęściej heteroseksualne stosunki dopochwowe między dorosłymi partnerami)[6].
- Norma akceptowana – zachowania i praktyki seksualne nie optymalne, ale nie utrudniające rozwoju osobowego i nawiązywania głębokiej więzi międzyludzkiej (np. masturbacja, kontakty oralno- genitalne, analne).
- Norma tolerowana – zachowania i praktyki seksualne ograniczające możliwość nawiązanie głębokiej więzi międzyludzkiej, bądź utrudniające dobór potencjalnego partnera. Aby zaliczyć konkretne zachowanie do normy tolerowanej należy wziąć pod uwagę kontekst osobowościowy, partnerski i sytuacyjny[7].

Norma funkcjonalna zostaje wypełniona, jeśli nie zostaje naruszone żadne z kryteriów funkcji osobistej i funkcji społecznej zachowania seksualnego.
Norma indywidualna  dotyczy:
- kręgu kulturowego,
- ogólnej wydolności jednostki czyli temperamentu,
- ilościowego i jakościowego odniesienia do całokształtu zachowań,
- odniesienia do innych aktywności, np. zawodowej, estetycznej,
- proporcji bądź dysproporcji seksualność – osobowość

Norma partnerska wiąże się ze stopniem w jakim dany związek zaspokaja potrzeby partnerów. Za normalny zostanie więc w tym kontekście uznany związek sado-masochistyczny lub ekshibicjonistyczno – voyeurystyczny.

## Wyznaczniki partnerskiej normy seksualnej
W odróżnieniu normy od patologii pomagają następujące wyznaczniki, traktowane jako wielkości ciągłe, z płynnymi granicami:
- dojrzałość ←→ niedojrzałość seksualna,
- obustronna akceptacja zachowań seksualnych ←→ brak obustronnej akceptacji,
- dążenie do obustronnego zaspokojenia ←→ brak dążenia do zaspokojenia partnerów,
- nieszkodzenie zdrowiu partnerów ←→ zagrożenie zdrowia,
- nienaruszanie norm społecznych (nieszkodzenie innym ludziom) ←→ wykroczenie poza normy społeczne.

Zatem do zakresu normy seksuologicznej można zaliczyć te zachowania i praktyki seksualne, które występują pomiędzy osobami dojrzałymi, są przez nie akceptowane, zmierzają do uzyskania rozkoszy, nie szkodzą zdrowiu, nie naruszają norm współżycia społecznego.

### Dojrzałość
Warunek dojrzałości ma na celu ograniczenie kontaktów seksualnych do osób mogących stworzyć układ na zasadach partnerskich, a nie zależnościowych, oraz potrafiących uniknąć niepożądanych konsekwencji tych kontaktów (ciąża, choroby przenoszone drogą płciową). Ma także przeciwdziałać podejmowaniu kontaktów seksualnych osób dorosłych z dziećmi, które nie mają dostatecznego rozeznania, co do istoty tych kontaktów oraz ich konsekwencji, a także potrzeby ich utrzymywania. 
Problematyczne są: rozbieżność między dojrzałością biologiczną a społeczną i psychiczną (intelektualną i emocjonalną), kto ma je oceniać, niemożność spełnienia warunku przez nastoletnią młodzież (nie sposób ich zachowań seksualnych kwalifikować jako patologiczne, mimo niedojrzałości). 

### Obustronna akceptacja
Warunek obustronnej akceptacji, a więc dobrowolności, ma na celu wykluczenie kontaktów seksualnych wymuszonych siłą lub podstępem albo wyzyskaniem krytycznej sytuacji. 
Problematyczne jest: czy można uznać za normę akceptację wynikającą z powodów pozaseksualnych np. materialnych, czy lęku przed utratą partnera. 

### Dążenie do obustronnej rozkoszy
Warunek dążenia do obustronnej rozkoszy ma na celu wykluczenie kontaktów seksualnych, w których jeden z partnerów dąży wyłącznie do własnej rozkoszy, traktując drugiego instrumentalnie. 
Problematyczne są: czy mieści się w normie osiąganie satysfakcji z dawania rozkoszy drugiemu, przy braku rozkoszy własnej, czy jest traktowaniem instrumentalnym "podstawianie w wyobraźni" innego partnera, rozkosz związana z poczuciem winy. 

### Nieszkodzenie zdrowiu
Warunek nieszkodzenia zdrowiu ma na celu wykluczenie zachowań seksualnych szkodliwych dla zdrowia partnerów (np. niektóre zachowania sadomasochistyczne). 

### Nieszkodzenie innym ludziom (nienaruszanie norm społecznych)
Warunek nienaruszania norm społecznych może powodować duże trudności przy ocenie określonych zachowań seksualnych jako mieszczących się w normie lub poza nią wykraczających. Potępianie pewnych zachowań seksualnych przez obyczajowość, moralność, a nawet prawo, nie oznacza jeszcze, że należy je zaliczyć do patologii społecznych. Zaś kwalifikacja pewnych zachowań seksualnych jako patologicznych społecznie (wykraczających poza normę tolerowaną), nie jest równoznaczna z kwalifikacją ich jako patologicznych w sensie klinicznym.